# Donald Pettit
Donald (Don) Pettit (Silverton (Oregon), 20 april 1955) is een Amerikaans ruimtevaarder.
Pettit maakte deel uit van NASA Astronaut Group 16. Deze groep van 44 ruimtevaarders begon hun training in 1996 en had als bijnaam The Sardines. Hij nam deel aan de volgende missies: STS-113, ISS Expeditie 6, Sojoez TMA-1 en STS-126.
Pettit nam ook deel aan Sojoez-missie TMA-03M, die van 21 december 2011 tot 1 juli 2012 onder leiding van Oleg Kononenko het ruimtestation ISS bemande. Ook de Nederlander André Kuipers maakte deel uit van dit team, de ISS Expeditie 30/ISS Expeditie 31.
In 2024 vloog Pettit aan boord van Sojoez MS-26 nogmaals naar het ISS om deel te nemen aan ISS-Expeditie 71 en 72. Op 20 april 2025 keerde hij weer terug. Pettit is bij volgers van ruimtevaart bekend om zijn fotografie.

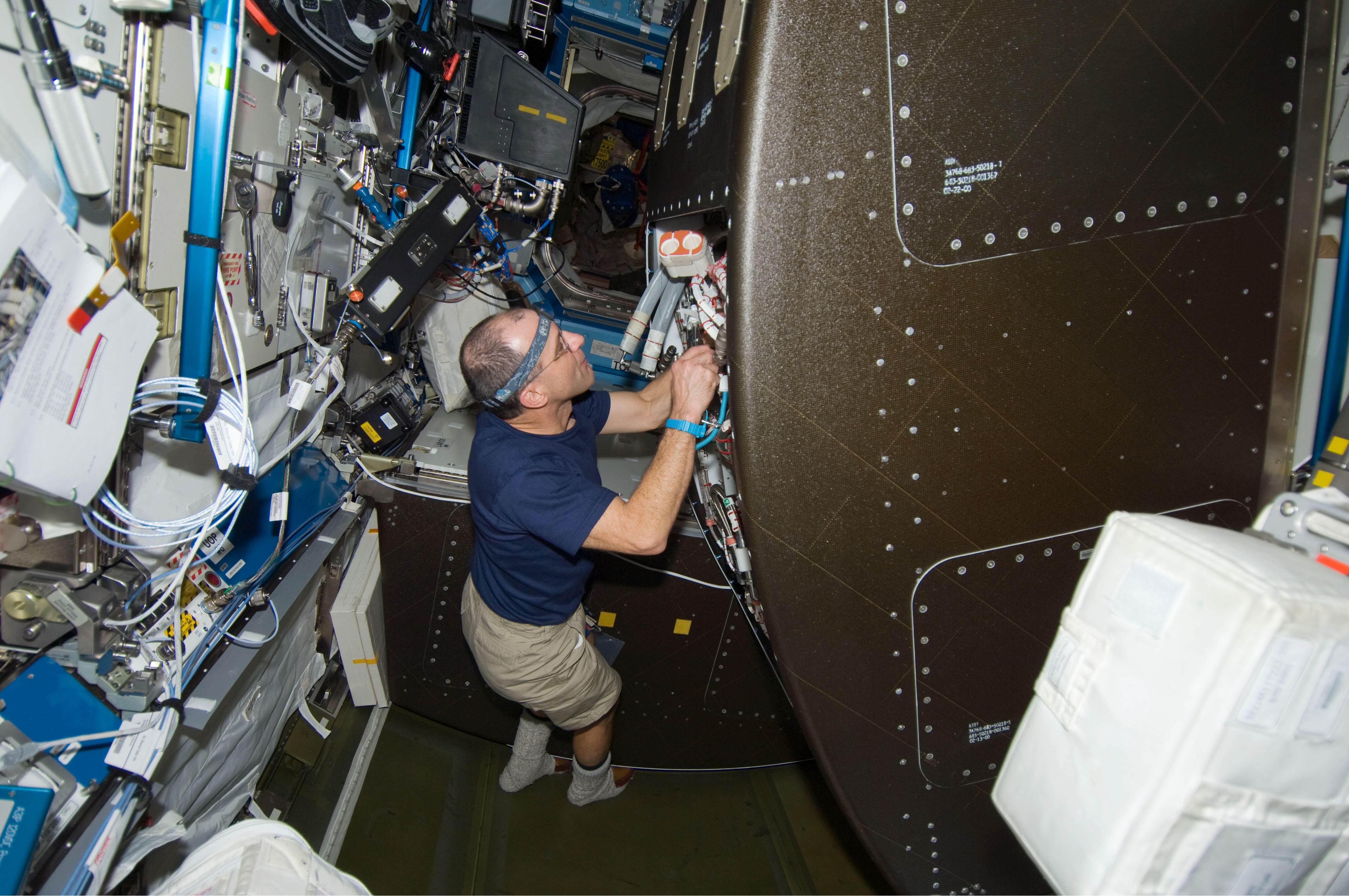
Pettit tijdens missie STS-126
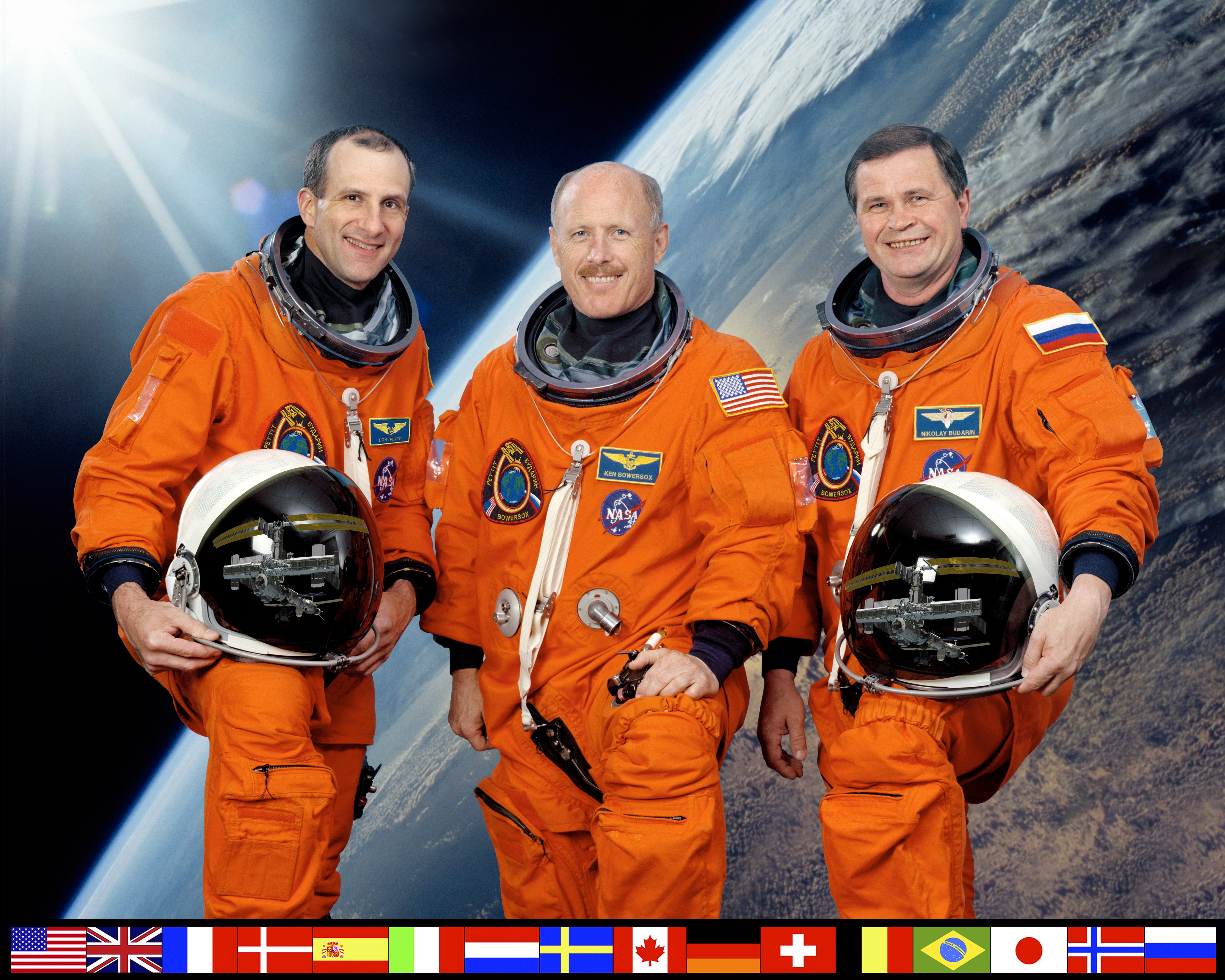
Pettit (links) met de ISS Expeditie 6-crew
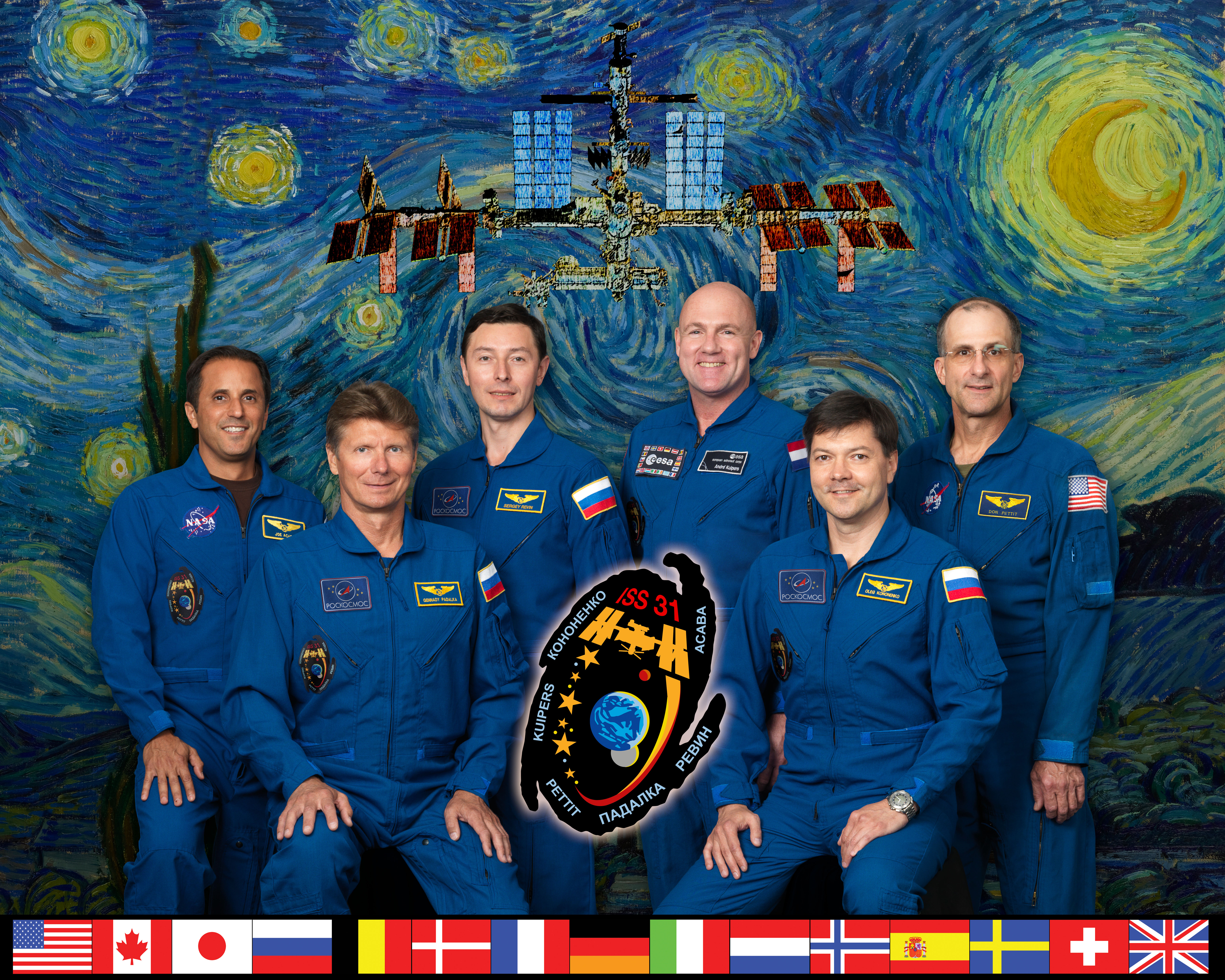
ISS Expeditie 31-crew